# PERIDOT
『PERIDOT』（ペリドット）は、こばやしひよこによる日本の漫画。

## 概要
『ヤングマガジンアッパーズ』（講談社）に2000年1号より2001年22号まで連載された。単行本は全6巻、後に講談社プラチナコミックスから全2巻で刊行された。女子高生である「駿河マヒル」を中心とした物語である。
2010年には、『週刊ヤングマガジン』28号（6月14日発売）にて創刊30周年記念の一環として読み切りが掲載された。2011年現在、この読み切りは単行本未収録である。

## あらすじ
高校の中で他人と係わり合いを持たない事を良しとして生活していたマヒルに対し、転校したばかりの晶が色々と関る事で徐々にマヒルが仲間を得つつ成長していくストーリー。

## 登場人物

### 主要な登場人物
駿河マヒル（するが まひる）
本作の主人公。
風雅学園の2年生。
女子高生だが格闘技術が高く並の男はふっ飛ばしてしまう。常に腕に包帯を巻いている。
本人にあまり自覚はないが、スタイル抜群で美人。
進藤晶（しんどう あきら）
風雅学園の2年生。
物語の初めにマヒルのいる風雅学園に転校してくる。
マヒルを知らない為マヒルと仲良くなる。気が強い。
物語が進むにつれ、コメディー色が強いボケキャラへと変化していく。
犬塚楓（いぬづか かえで）
風雅学園の1年生。
日本刀を振り回すちょっと物騒な女子高生。
百地先生の所に住んでいて、心から彼を尊敬している。
修行のためマヒルのいる風雅学園に転校する。

### その他の登場人物
青葉圭（あおば けい）
マヒルたちのクラスのクラス委員長。眼鏡をかけている。
おしとやかな見た目に反して、空手の有段者で女子空手部に所属している。
1巻中盤で不良たちに捕まり、トイレに拘束されて辱められてしまうが晶とマヒルに助け出され、不良たちを撃破した。
この時の拘束姿がフュギュア化されている。
桜井美奈子（さくらい みなこ）

都浪悟

早乙女麻也

藤崎忍

黒田タツヤ

ロッソ

ビアンカ

## 書籍情報
1. 2005年7月6日発売 ISBN 978-4-06-361355-1[2]
2. 2005年7月6日発売 ISBN 978-4-06-361356-8[3]
3. 2005年8月17日発売 ISBN 978-4-06-361365-0[4]
4. 2005年8月17日発売 ISBN 978-4-06-361366-7[5]
5. 2005年10月6日発売 ISBN 978-4-06-361374-2[6]
6. 2005年10月6日発売 ISBN 978-4-06-361375-9[7]

講談社プラチナコミックス
1. 2010年6月16日発売 ISBN 978-4-06-374628-0[8]
2. 2010年6月30日日発売 ISBN 978-4-06-374637-2[9]